# Gust Van Brussel
Gust Van Brussel (Antwerpen, 12 september 1924 – aldaar, 20 mei 2015) was een Belgisch schrijver en dichter.

## Biografie
Van Brussel volgde Grieks-Latijnse humaniora, maar moest vanwege de Tweede Wereldoorlog zijn studie stopzetten. Hij werd bediende en klom op tot hoofd van de Public Relations van een bekende bank in Antwerpen. Hij organiseerde talloze belangrijke evenementen, tentoonstellingen, concerten en prijskampen en realiseerde de uitgave van verschillende unieke boeken.  
In 1957 debuteerde hij met twee dichtbundels tegelijk. Sindsdien publiceerde hij talrijke andere boeken waaronder een negentien romans en vier science-fictionboeken. In 1976 tekende de jonge Marc Verhaegen als studie-opdracht een aantal tekeningen gebaseerd op de roman De visioenen van Jacques Weiniger.
Na een ziekte die hem sinds maart in bed hield, overleed Van Brussel op 20 mei 2015.